# Tohou
Tohou è un arrondissement del Benin situato nella città di Lalo (dipartimento di Kouffo) con 6.606 abitanti (dato 2006).